# Johann Ferdinand Roth

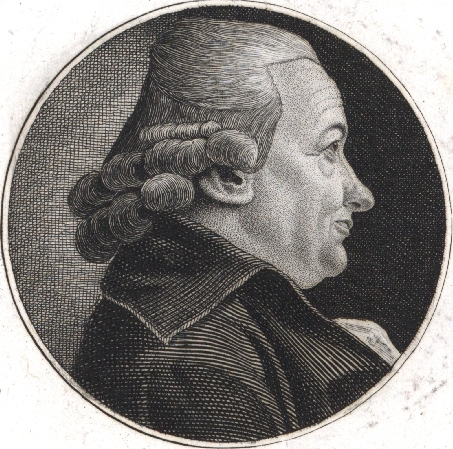
Johann Ferdinand Roth

Johann Ferdinand Roth (* 7. Februar 1748 in Nürnberg; † 21. Januar 1814 in Nürnberg) war evangelischer Pfarrer, Aufklärer und Historiker. Er verfasste mehrere Abhandlungen zur Geschichte Nürnbergs und zu wirtschaftlichen sowie sozialen Problemen seiner Zeit, darunter auch das mehrbändige Werk Geschichte des Nürnbergischen Handels.

## Biographie
Roth wurde in Nürnberg als Sohn des Buchbinders Georg Lorenz Roth geboren und erhielt seine Schulausbildung zunächst an der Schule des Heilig-Geist-Spitals, dann am Gymnasium von St. Egidien. Ab 1767/68 studierte er Theologie an der Universität Altdorf. Bereits in dieser Zeit gab er Kalender heraus, die im Sinne der Aufklärung (insbesondere ökonomisches) Wissen unter das Volk bringen sollten. Auch seine späteren Schriften hatten die Intention, zur Allgemeinbildung beizutragen, und entfalteten nicht selten auch eine entsprechende Wirkung. Außerdem war Roth Mitglied der Nürnberger Freimaurerloge Zu den drei Pfeilen.
1773 nahm er seinen Dienst als Stadtvikar in Nürnberg auf, 1781 ging er als Diakon in die Gemeinde St. Jakob. Seine Veröffentlichungen behandelten einerseits insbesondere historische Themen wie die Familie der Welser, verschiedene Aspekte der Religionsgeschichte Nürnbergs oder auch die Geschichte Gibraltars, lassen auf der anderen Seite aber ebenso seine Tätigkeit als Pfarrer erkennen (zahlreiche Kinder- und Jugendbücher, religiöse Untersuchungen sowie Predigten). 1787 gab Roth sein Gemeinnütziges Lexikon für Leser aller Klassen, besonders für Unstudierte heraus, welches er im Untertitel als kurze und deutliche Erklärung der, sowohl im gesellschaftlichen Umgange als in Künsten und Wissenschaften vorkommenden, Ausdrücke und Redensarten charakterisiert, das also als Konversationslexikon einzuordnen ist. 1792 war er federführend an der Gründung der Gesellschaft zur Beförderung vaterländischer Industrie beteiligt, welche die städtische Wirtschaftskrise jener Zeit durch Ankurbelung des Gewerbes sowie aufklärerische Tätigkeiten überwinden wollte.
1798 wechselte er zu St. Sebald, wo er 1806 zum Senior Capituli Sebaldini und 1813 schließlich zum Hauptpfarrer aufstieg. In dieser Zeit richtete er sein Interesse verstärkt auf die Geschichte seiner Heimatstadt: Größere Bedeutung erlangte insbesondere seine Geschichte des Nürnbergischen Handels in vier Bänden (1800–1802), die neben der glorreichen Vergangenheit auch die gegenwärtigen Verhältnisse aufgriff und dazu der Statistik eine große Rolle beimaß. 1812 wurde er in den Pegnesischen Blumenorden aufgenommen.
Politisch stand er weder gänzlich auf der Seite der Französischen Revolution noch gehörte er zu den konservativen Angehörigen des Bürgertums.

## Veröffentlichungen (Auswahl)
- Gemeinnütziges Lexikon für Leser aller Klaßen, besonders für Unstudierte; oder kurze und deutliche Erklaerung der, in mündlichen Unterhaltungen und in schriftlichen Aufsätzen gebräuchlichsten Redensarten, Ausdrücke und Kunstworte, in alphabetischer Ordnung, neue verbesserte und vermehrte Auflage, Nürnberg: Ernst Christoph Grattenauer, 1791; Digitalisat
- Leben Albrecht Dürers, des Vaters der deutschen Künstler: Nebst alphabetischem Verzeichnisse der Orte, an denen seine Kunstwerke aufbewahrt werden. Dykische Buchhandlung, Leipzig 1791 (Online).
- Versuch einer Geschichte des Apothekenwesens in der freyen Reichsstadt Nürnberg. Wissenschaftliche Verlagsgesellschaft, Nürnberg 1792.
- Geschichte des Nürnbergischen Handels – Ein Versuch. 4 Bde. Böhme, Leipzig 1800 ff. (Online in der Google-Buchsuche: Erster Theil (1800), Zweyter Theil (1801), Dritter Theil (1801), Vierter und letzter Theil (1802)).
- Mythologische Daktyliothek – Nebst vorausgeschickter Abhandlung von geschnittenen Steinen. Kommission der Steinischen Buchhandlung, Nürnberg 1805 (Online).
- Von den Nürnberger Eierlein. In: Der neue teutsche Merkur. 1808, Nr. 2, S. 261–267.
- Nürnbergisches Taschenbuch. Band 1: Nürnbergs Geschichte. Johann Leonhard Schrag, Nürnberg 1812 (Digitalisat).